# Phan Khôi
Phan Khôi (chữ Hán: 潘瓌; 1887–1959), bút danh Chương Dân, là một học giả, một nhà thơ, nhà văn, nhà chính trị, cháu ngoại của Tổng đốc Hà Nội Hoàng Diệu. Ông đỗ Tú tài chữ Hán năm 19 tuổi nhưng không đề cao Nho học truyền thống mà lại mở đầu và cổ vũ cho phong trào Thơ mới bằng chữ latin. Ông còn là một nhà báo tích cực áp dụng tư tưởng duy lý phương Tây, phê phán một cách hài hước thói hư tật xấu của quan lại phong kiến và thực dân Pháp. Ông cũng là một trong số ít nhà báo tiếp thu nhiều tư tưởng mới, đa văn hóa từ Hồng Kông, Trung Quốc, Nhật Bản, Pháp... Ông còn nổi tiếng vì sự trực ngôn, trước 1945 được mang danh là Ngự sử văn đàn. Ông phê phán chính sách cai trị của người Pháp, đối thoại với các học giả từ Bắc đến Nam không e dè kiêng nể. Những năm 1956–1958 cũng vì cung cách nói thẳng ấy mà ông đã buộc phải dừng sáng tác. Ông qua đời vào năm 1959.

## Tiểu sử
Phan Khôi sinh ngày 6 tháng 10 năm 1887 tại làng Bảo An, huyện Điện Bàn, tỉnh Quảng Nam, là con của Phó bảng Phan Trân (tri phủ Điện Khánh) và bà Hoàng Thị Lệ (con gái Tổng đốc Hà Nội Hoàng Diệu). Ông có quan hệ họ hàng với nhà cách mạng Phan Thanh và Phan Bôi tức Huỳnh Hữu Nam. Ông học giỏi Nho văn và đỗ tú tài năm 19 tuổi. Sau đó ông gặp cụ Phan Bội Châu, cụ Phan Châu Trinh và bị ảnh hưởng bởi tư tưởng của hai cụ.
Năm 1907, ông ra Hà Nội, tham gia phong trào Đông Kinh Nghĩa Thục và làm việc cho tạp chí Đăng Cổ Tùng Báo. Khi tờ tạp chí bị cấm ông về Nam Định rồi về Hải Phòng ẩn náu. Ít lâu sau ông lén về Quảng Nam hoạt động trong phong trào Văn Thân cùng với Huỳnh Thúc Kháng. Trong một cuộc biểu tình đòi giảm thuế, tức vụ Trung Kỳ dân biến, ông bị bắt và giam tại nhà tù Quảng Nam đến năm 1914 thì được ân xá.
Ra khỏi tù, ông lại về Hà Nội viết cho báo Nam Phong. Vì bất bình với Phạm Quỳnh, ông bỏ Hà Nội vào Sài Gòn viết cho báo Lục Tỉnh Tân Văn. Năm 1920, ông lại trở ra Hà Nội viết cho báo Thực Nghiệp Dân Báo và báo Hữu Thanh. Năm 1928, Thực Nghiệp Dân Báo và Hữu Thanh bị đóng cửa, ông lại trở vào nam viết cho báo Thần Chung và Phụ nữ tân văn. Năm 1931, Phan Khôi trở ra Hà Nội viết cho tờ Phụ nữ thời đàm.
Năm 1936, ông vào Huế viết cho tờ Tràng An và xin được phép xuất bản báo Sông Hương. Năm 1939, Sông Hương đóng cửa, Phan Khôi lại trở vào Sài Gòn dạy học chữ Nho và viết tiểu thuyết.
Sau năm 1945, tức sau Cách mạng tháng Tám, ông được Chủ tịch Hồ Chí Minh mời từ Quảng Nam ra Hà Nội tham gia kháng chiến với cương vị một nhà văn hóa, sau lại lãnh chức vụ chủ nhiệm Chi bộ Quảng Ngãi của Việt Nam Quốc dân đảng.
Ông ở Việt Bắc suốt 9 năm nhưng vì bị bệnh nên phải vào bệnh viện một thời gian.
Cuối năm 1954 hòa bình lập lại, Phan Khôi về Hà Nội cùng với các văn nghệ sĩ khác. Trong thời gian 1956–1957, là một trong những người thành lập tờ Nhân Văn và có các bài phê phán giới lãnh đạo văn nghệ lúc bấy giờ. Vì tờ báo đăng các bài viết chống đối nhà nước, ông lại từng tham gia Quốc dân đảng nên ông bị cáo buộc là phản động, phá hoại, tờ rốt kít, có những hành vi xấu như hút thuốc phiện, chơi gái… ông bị buộc phải ngừng sáng tác. Nhà cầm quyền định tiếp tục điều tra, nhưng chưa kịp thi hành thì ông qua đời năm 1959 tại Hà Nội.
Khi mất, ông được chôn cất tại nghĩa trang Mai Động, sau đó, do chiến tranh, các ngôi mộ buộc phải thuyên chuyển hoặc bị bom đạn, thời tiết san phẳng đi. Mộ ông Phan Khôi bị thất lạc trong những ngôi mộ vô thừa nhận không ai biết, đến nay ngay cả con cháu ông cũng không biết mộ ông nằm ở đâu.

## Vinh danh
Năm 2007, kỷ niệm 120 năm ngày sinh của ông, một tọa đàm về ông đã được Tạp chí Xưa và Nay, Hội khoa học lịch sử Việt Nam tổ chức. Loạt sách Phan Khôi – Tác phẩm đăng báo, do nhà nghiên cứu Lại Nguyên Ân sưu tầm, cũng được xuất bản những tập đầu.
Bà Phan Thị Miều (bút danh Phan Thị Mỹ Khanh), con gái học giả Phan Khôi có viết sách “Nhớ cha tôi Phan Khôi” (NXB Đà Nẵng, 2001).
Năm 2013, cuốn sách "Nắng được thì cứ nắng – Phan Khôi từ Sông Hương đến Nhân Văn" đoạt giải thưởng ở hạng mục Phê bình Lý luận văn học của Hội Nhà văn Hà Nội. Tác giả của cuốn sách là Phan An Sa, con út nhà văn Phan Khôi.Đây được xem là tác phẩm mô tả chi tiết và chân thực nhất về sự nghiệp làm báo cũng như cuộc đời Phan Khôi.
Phim tư liệu Con mắt còn có đuôi trên trang Phóng sự – tài liệu của Đài Phát thanh – Truyền hình Đà Nẵng. Năm 2013, thành phố Đà Nẵng đặt tên phố Phan Khôi cho một con phố dài 615 mét thuộc quận Cẩm Lệ.
Tháng 10 năm 2014, tỉnh Quảng Nam tổ chức hội thảo có chủ đề “Phan Khôi và những đóng góp trên lĩnh vực văn hóa”. Hơn 40 đại biểu là các nhà khoa học, nhà nghiên cứu trên các lĩnh vực văn học, lịch sử trong cả nước đã có tham luận giới thiệu và thảo luận về Phan Khôi.
Tháng 3 năm 2015, tỉnh Quảng Nam chính thức đặt tên đường Phan Khôi ở thành phố Tam Kỳ. Đó là con đường dài 310 mét, rộng 19,5 mét có đầy đủ hạ tầng kĩ thuật với hệ thống cấp thoát nước, điện chiếu sáng, cây xanh.

## Tác phẩm
Ông là hội viên Hội nhà văn Việt Nam, từng làm giám khảo trong các giải văn học của hội nhà văn Việt Nam.
Các tác phẩm chính của ông:
- Bàn về tế giao (1918)
- Tình già (thơ mới – 1932)
- Chương Dân thi thoại (1936)
- Trở vỏ lửa ra (tiểu thuyết, 1939)
- Tìm tòi trong tiếng Việt (1950)
- Chủ nghĩa Mác và ngôn ngữ (dịch của Stalin, 1951)
- Việt ngữ nghiên cứu (1955)
- Dịch Lỗ Tấn (từ 1955 đến 1957)
- Ngẫu cảm (thơ chữ Hán)
- Viếng mộ ông Lê Chất (thơ chữ Hán)
- Ông Năm chuột (truyện ngắn)

Ông cũng là một trong những người dịch Kinh Thánh Tin Lành sang tiếng Việt.

## Nhận xét
Nhà nghiên cứu Lại Nguyên Ân nói về ông như sau:
Phan Khôi hiện diện trước xã hội, trước cuộc đời này chỉ với tư cách nhà báo; người ta biết ông chủ yếu qua những gì ông viết ra đăng lên báo chí; nhưng, qua hoạt động báo chí, Phan Khôi chứng tỏ mình còn là một học giả, một nhà tư tưởng, một nhà văn. Phan Khôi là nhà tư tưởng đã đặt ra hàng loạt vấn đề: phê phán Khổng giáo, tiếp nhận tư tưởng Âu Tây, nữ quyền. Ông cũng là một nhà Hán học và Trung Quốc học am hiểu những vấn đề của xã hội Trung Quốc đương thời, ông là một dịch giả đã dịch Kinh Thánh của đạo Tin Lành ra tiếng Việt, một nhà Việt ngữ học cả ở phần lý thuyết lẫn thực hành, một nhà văn xuôi với thể hài đàm và một nhà phê bình văn học.
Có thể nói Phan Khôi là người thể hiện rõ nhất và thành công nhất chủ trương duy tân kiểu Phan Chu Trinh vào đời sống, nhưng khác với người tiền bối ấy, Phan Khôi hoàn toàn không thể hiện mình như một chí sĩ; ông sống như một người thường trong đời thường, chỉ hoạt động chuyên nghiệp như một nhà ngôn luận, chỉ tác động đến xã hội bằng ngôn luận. Phan Khôi thuộc trong số những trí thức hàng đầu có công tạo ra mặt bằng tri thức và văn hoá cho xã hội Việt Nam những năm đầu thế kỷ XX, nhưng đặt bên cạnh những gương mặt sáng láng như Nguyễn Văn Vĩnh, Phạm Quỳnh, Trần Trọng Kim, Huỳnh Thúc Kháng…, ông thường tự thể hiện như kẻ phản biện, và sự phản biện của ông thường đem lại chiều sâu mới cho tri thức.